# Паспорт гражданина Кении

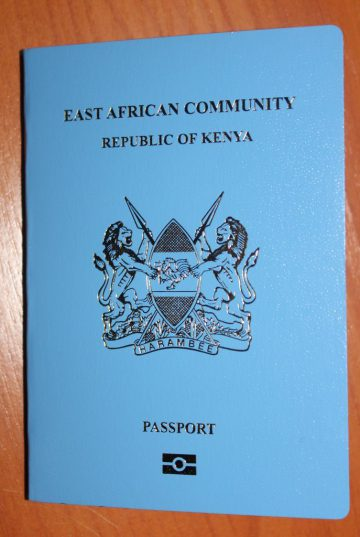
Обложка современного кенийского паспорта

Кенийский паспорт выдается гражданам Кении для международных путешествий, Департаментом иммиграции, который находится в ведении Министерства внутренних дел и координации Национального Правительства.

## Типы паспортов

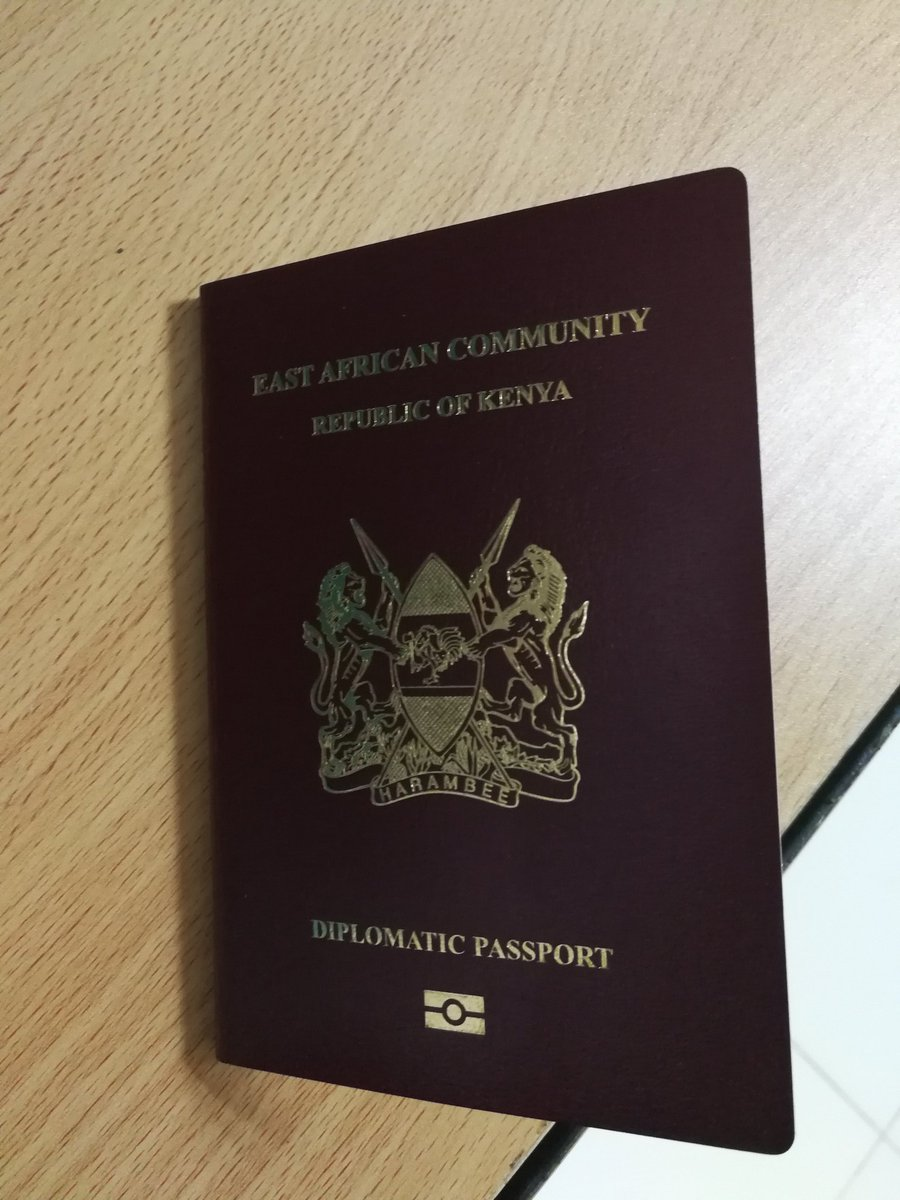
Обложка дипломатического паспорта

Существует три вида паспортов:
Дипломатический (бордовая обложка)Выпускаемый для Кенийских дипломатов, аккредитованных за рубежом, и их признанных иждивенцев и граждан, которые постоянно проживают в Республике Кении для их поездок за границу для дипломатической работы. Срок действия: как правило, 10 лет от даты выдачи.
Обычный (темно-синяя обложка)Выпускаемый для Кенийских граждан, выезжающих за рубеж, выдается сроком на 10 лет.
Восточноафриканский паспорт (светло-голубая обложка)Выпускаемый для Кенийцев для международных поездок в пределах Восточноафриканского сообщества, действительный в течение шести месяцев и пригодный для многократного въезда в Танзанию, Уганду, Руанду и Бурунди.

## Внешний вид
Кенийские паспорта имеют золотой герб Кении в центре передней обложки. «Республика Кения» начертано золотым текстом выше герба, а «паспорт» начертано золотым текстом под гербом. Задняя обложка оставлена пустой.
Примечание занимает первую страницу паспорта, а данные занимают последние страницы. Информационная страница личности напечатана на внутренней стороне задней обложки паспорта, а сведения о лице и его подпись указаны на предпоследней странице. Страницы кенийского паспорта покрыты водяными знаками с кенийским гербом. Страницы паспорта характеризуются изображением «большой пятерки» животных обычно встречающихся в Кенийских национальных парках и заповедниках: лев, слон, леопард, носорог и буйвол.
На внутренней стороне передней обложки паспорта  расположен герб Восточноафриканского сообщества (ВАС).
Первая страница  содержит электронный носитель и текст на английском, французском языках и на суахили:
Для того, чтобы просить и требовать во имя президента Кении, для всех тех, кого это может коснуться, чтобы позволить предъявителю проходить свободно без промедлений и помех, и чтобы воспользоваться ему или ей всяческой помощью и защитой в которой он или она может в ней нуждаться.

## Процесс подачи заявки
Для того, чтобы подать заявление на паспорт, необходимо:
- Документальные доказательства гражданства Кении, в виде свидетельства о рождении и национальное удостоверение личности, а также подробности и удостоверения личности (паспорта) родителя (- ей).
- В случае предыдущего гражданства в другой стране, сертификат о натурализации или регистрации и  сертификат отречении от прежнего гражданства.
- Фотография паспортного размера.
- Рекомендация, юридически заверенная от религиозного служителя, установленного гражданского служащего банка или должностного лица лично знающего кандидата, но не близкий родственник, плюс обладание ID-карты.
- Заявление родителей или законных опекунов в письменном виде, в случае обращения заявителя, не достигшего возраста восемнадцати лет.